# Riang Kemie
Riang Kemie is een bestuurslaag in het regentschap Flores Timur van de provincie Oost-Nusa Tenggara, Indonesië. Riang Kemie telt 1648 inwoners (volkstelling 2010).